# Philip James Shears
Philip James Shears, CB (* 5. April 1887 in Surbiton, Surrey; † 7. März 1972) war ein britischer Offizier und zuletzt Generalmajor der British Army.

## Leben
Philip James Shears, Sohn des Maschinenbauingenieurs James Charles Shears (1857–1924) und dessen Ehefrau Beatrice Jane Margaret Dumas, absolvierte nach dem Schulbesuch eine Offizierausbildung und trat nach deren Abschluss als Second Lieutenant in das Grenzregiment The Border Regiment ein. Daraufhin folgten zahlreiche Verwendungen als Offizier und Stabsoffizier und er nahm am Ersten Weltkrieg teil. Nach weiteren Verwendungen in der Zwischenkriegszeit war er zwischen 1935 und 1939 Kommandant der Technischen Heeresschule (Army Technical School) in Chepstow sowie anschließend von 1939 bis 1941 Kommandeur des Militärgebiets Northumberland (Commanding Officer, Northumbrian Area). In dieser Verwendung erhielt er am 26. Januar 1940 den kommissarischen Dienstgrad als Acting Brigadier sowie danach am 24. Februar 1941 den kommissarischen Dienstgrad als Acting Major-General. Daraufhin war er vom 12. März bis zum 1. Dezember 1941 der erste und einzige Kommandeur der Durham and North Riding County Division, eine Küstenverteidigungsformation. Im Anschluss war er im weiteren Kriegsverlauf von 1941 bis 1944 als District Officer Commanding West Riding District Kommandeur des Militärbezirks West Riding of Yorkshire. Für seine Verdienste wurde er 1943 zum Companion des Order of the Bath (CB) ernannt. Er übernahm zudem 1947 von Brigadier George Hyde Harrison das Ehrenamt als Colonel of The Border Regiment und hatte dieses bis zu seiner Ablösung durch Generalmajor Valentine Blomfield 1952 inne.
Aus seiner 1911 in Kingston upon Thames geschlossenen Ehe mit Mary E. Gibbons ging die Tochter Pauline Mary Beatrice Shears (1912–2002), die unter anderem in erster Ehe von 1938 bis zur Scheidung 1949 mit Lieutenant-Colonel James Alexander MacNabb (1901–1990), dem 21. Chief des Clan Macnab, verheiratet war.

## Veröffentlichung
- The Story of the Border Regiment, 1939–1945, 1948